# Pædérie
Paederia
Genre
La Pædérie (Paederia), est un genre de plante de la famille des Rubiaceae.

## Systématique
Le nom correct complet (avec auteur) de ce taxon est Paederia L..
Ce taxon porte en français les noms vernaculaires ou normalisés suivants : Pædérie, Pæderia, Pædérie, Pæderia.
Paederia a pour synonymes :
- Daun-Contu Adans.
- Daun-contu Adans.
- Disodea Pers.
- Hondbesseion Kuntze
- Hondbessen Adans.
- Lecontea A.Rich.
- Lecontea A.Rich. ex DC.
- Lygodisodea Ruiz & Pav.
- Poederiopsis Rusby
- Reussia Dennst.
- Siphomeris Bojer
- Siphomeris Bojer ex W.J.Hooker, 1833

## Liste d'espèces
- Paederia brasiliensis
- Paederia bojeriana
- Paederia cruddasiana
- Paederia farinosa
- Paederia foetida
- Paederia lanata
- Paederia lanuginosa
- Paederia linearis
- Paederia majungensis
- Paederia mandrarensis
- Paederia pilifera
- Paederia pospischilii
- Paederia sambiranensis
- Paederia taolagnarensis
- Paederia thouarsiana